# 松平康荘

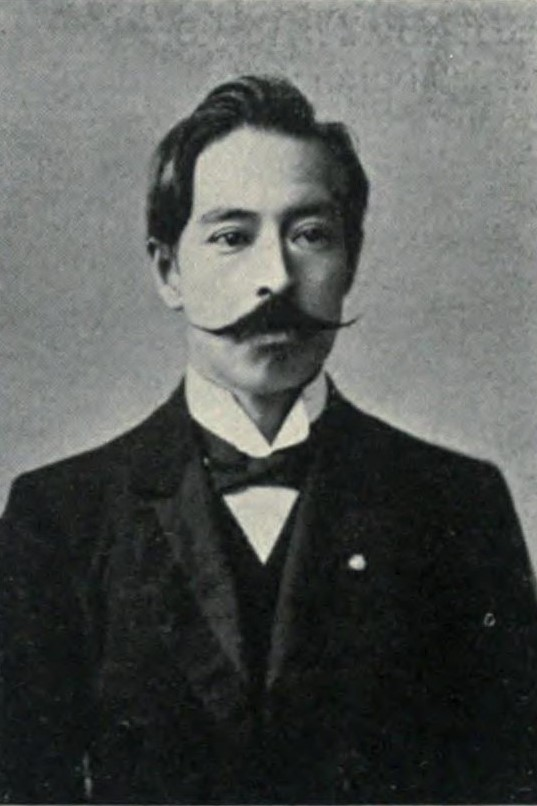
明治末期

松平 康荘（まつだいら やすたか、慶応3年2月6日（1867年3月11日） - 昭和5年（1930年）11月17日）は、明治から昭和期の日本の華族。旧福井藩主家（越前松平家）第18代当主、侯爵。

## 略歴
福井藩主松平茂昭の次男として生まれる。母は、中臈八重（?-1871）。幼名は信次郎（のぶじろう）。1884年（明治17年）1月24日、元服し、従五位に叙任する。慶應義塾に学ぶ。1月28日、政府からドイツ留学を許可される。同年2月16日、ドイツに向けて出発する。1887年（明治20年）3月11日、イギリス留学に変更することを許可され、サイレンセスター王立農学校 (Royal Agricultural College) に学ぶ。1890年（明治23年）7月26日、父の危篤により、帰国する。同年8月1日、家督を相続する。同年10月11日、イギリスに戻り、農芸を専攻して帰国後、福井城内に農事試験場（松平農試場）を設け、果樹・園芸に専念した。1892年（明治25年）1月29日、貴族院侯爵議員に就任。大日本農会会頭、帝国農会会長。日英博覧会 (1910年)にて『The Culture of Kaki』を出品している。
三田平凡寺と交流し、1921年、我楽他宗に参加、北越山文殊寺と号した趣味人でもあった。収集品は小木魚一切であり、本人の遺志により、永遠存続の札所とされた。

## 栄典・授章・授賞
位階
- 1884年（明治17年）1月24日 - 従五位[3]
- 1896年（明治29年）6月20日 - 正四位[4]
- 1916年（大正5年）7月10日 - 従二位[5]

勲章等
- 1906年（明治39年）4月1日 - 勲三等瑞宝章[6]
- 1915年（大正4年）11月10日 - 大礼記念章[7]

## 系譜・家族
父母
- 父：松平茂昭（福井藩第17代藩主）
- 母：八重（小出新弥妹）[8]

兄弟姉妹
- 二男：康荘
- 三男：松平永頼
- 四男：竹屋春光（竹屋威光養子）
- 三女：清子（すみこ、鍋島直庸正室）
- 五男：藤波茂時（藤波言忠養子）
- 五女：敬子（ひろこ、加藤泰通正室）
- 六女：昭子（あきこ、戸田康保正室）

妻
- 節子（ときこ、松平慶永五女、松平斉民養女）

子女
- 養子：松平慶民（松平慶永三男）
- 松平康昌（旧福井藩主家第19代当主）
- 松平康邦
- 大浦康信（大浦兼一養子）
- 鋹子（としこ、三井高公夫人）
- 松平康亀（やすひさ）
- 松平康忠

当初、慶民を養子に迎えたが、のちに実子康昌が生まれた。侯爵家は康昌が継承し、慶民は分家して子爵家を立てた。